# Moskenesøya
Moskenesøya (en noruego significa isla de Moskenes) es una isla del archipiélago de las Islas Lofoten, en Noruega.

## Geografía
Moskenesøya está entre las principales islas de las Lofoten y es la más alejada del continente (los archipélagos de Vær y Røst están aún más lejos, pero sus islas son bastante más pequeñas). Está situada al suroeste de Flakstadøya.
Con un área de 186 km², Moskenesøya es la tercera mayor isla de las Lofoten, después de Austvåg y Vestvåg. Su cumbre máxima es el monte Hermannsdalstinden con 1029 metros de altitud.
Administrativamente Moskenesøya está dividida entre las comunas de Moskenes y Flakstad.
Una de sus ciudades es Å.

## Transportes
Moskenesøya está conectada por el puente Kåkern a la vecina isla de Flakstadøya, al nordeste.

## Galería

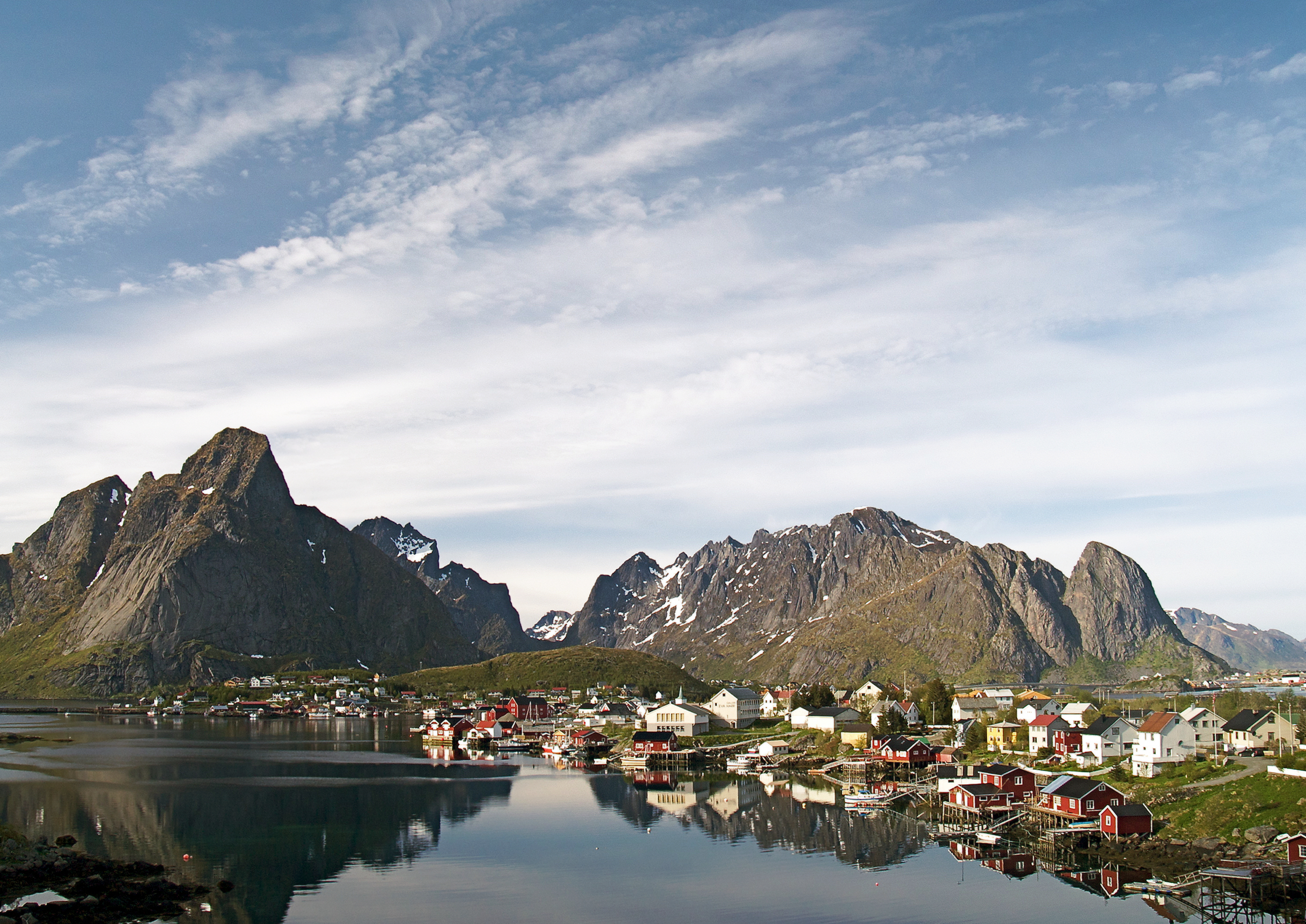
Reine.
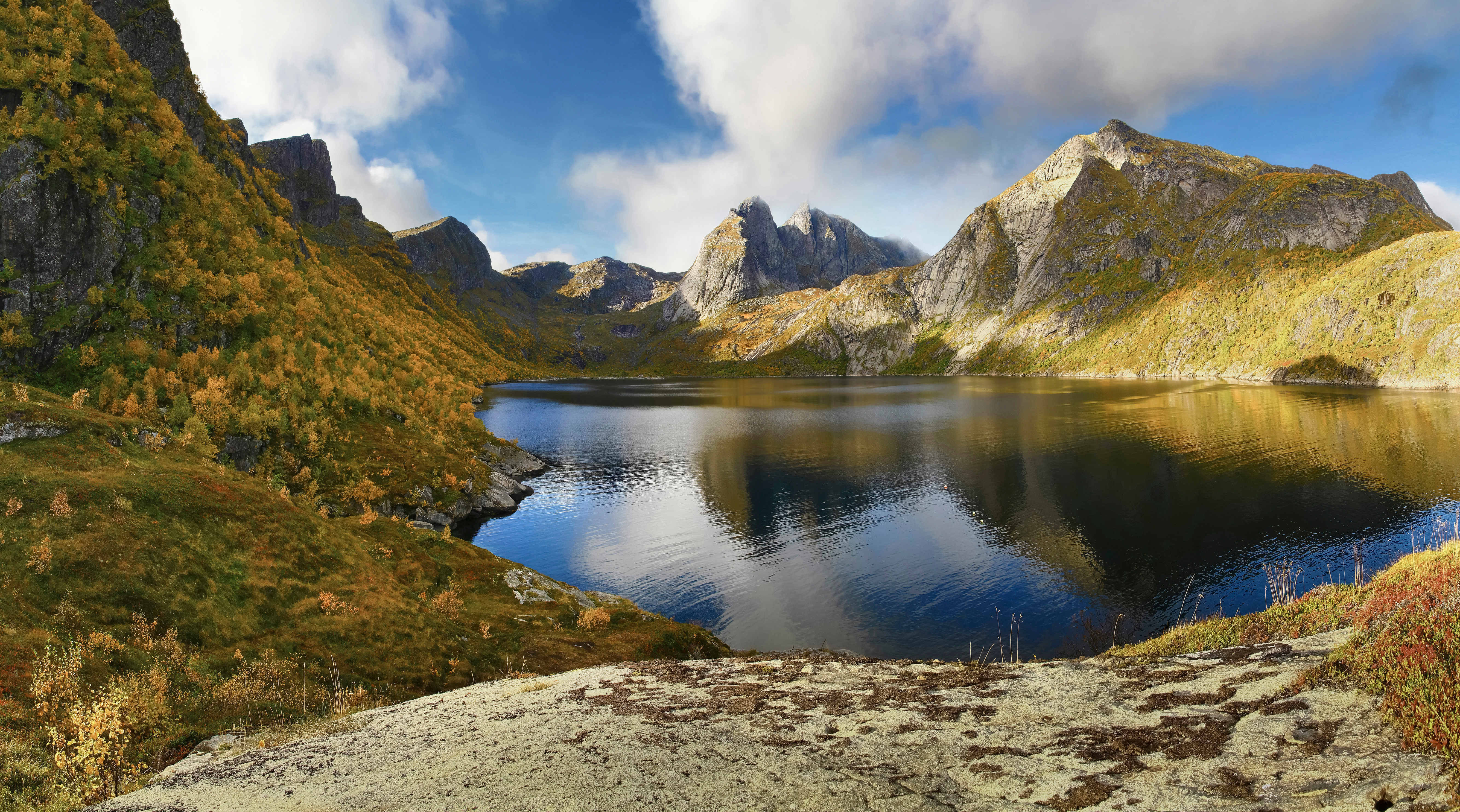
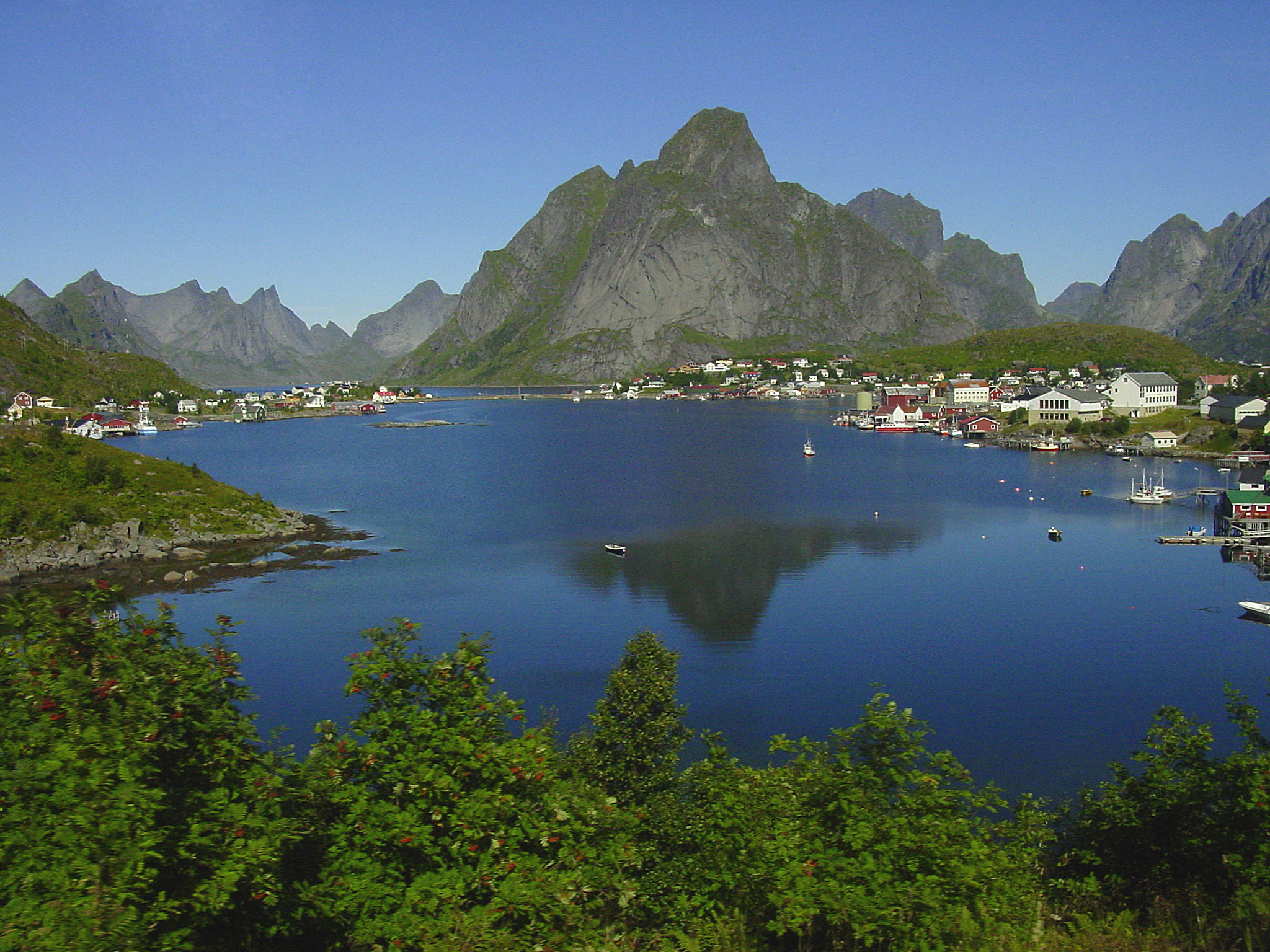
Reine.
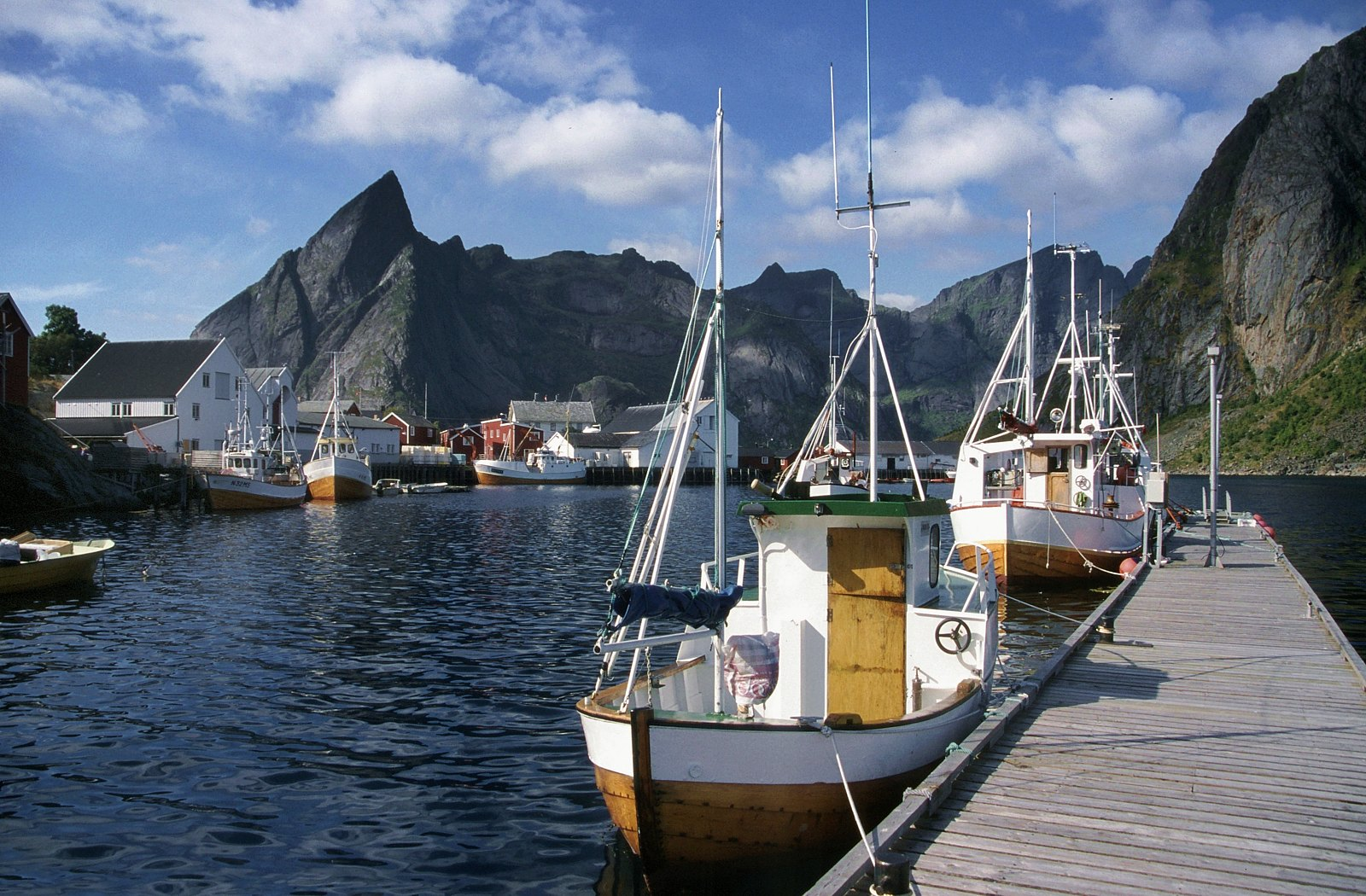
Hamnøy.
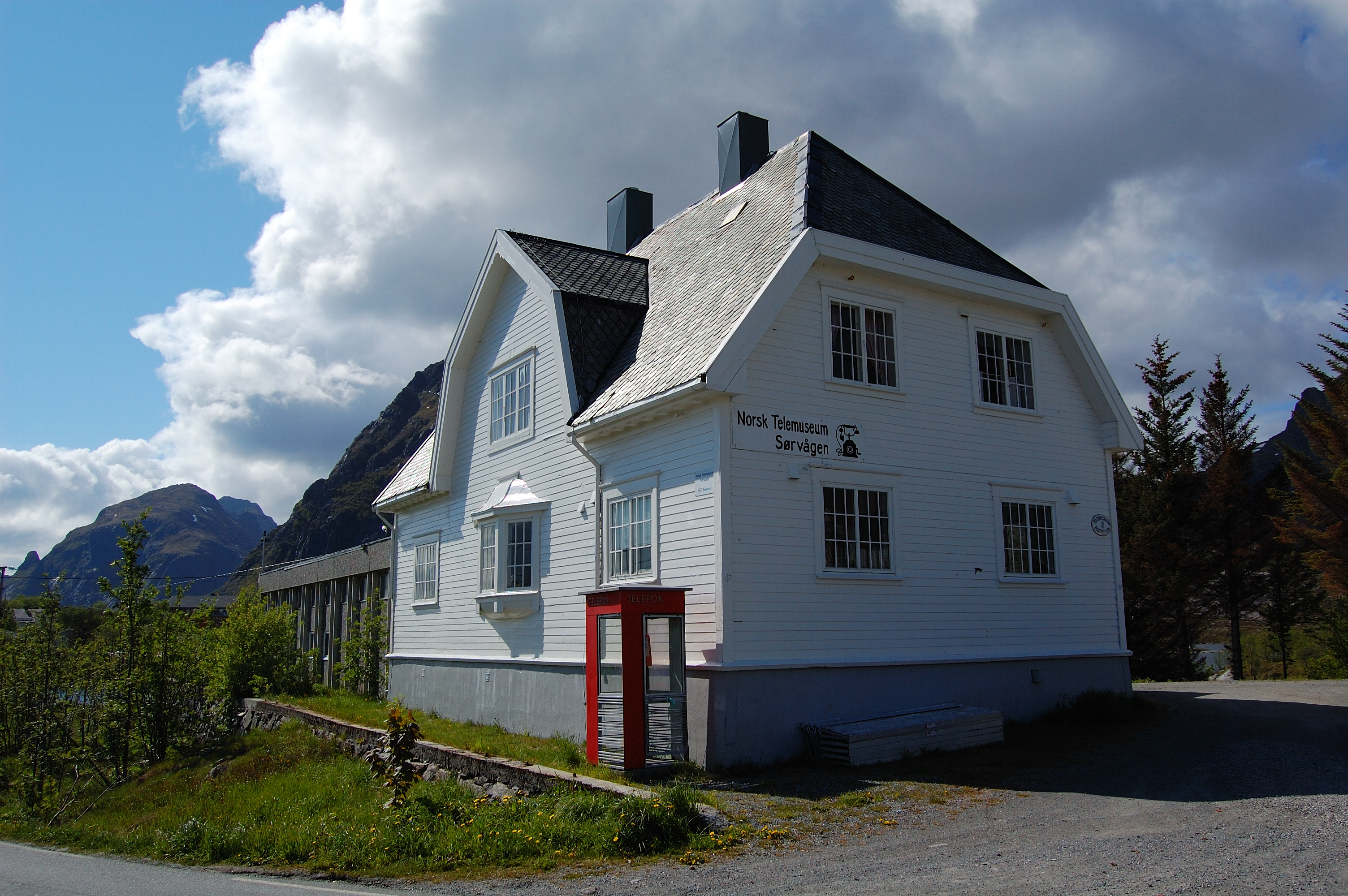
Museo Noruego de Telecomunicaciones en Sørvågen.
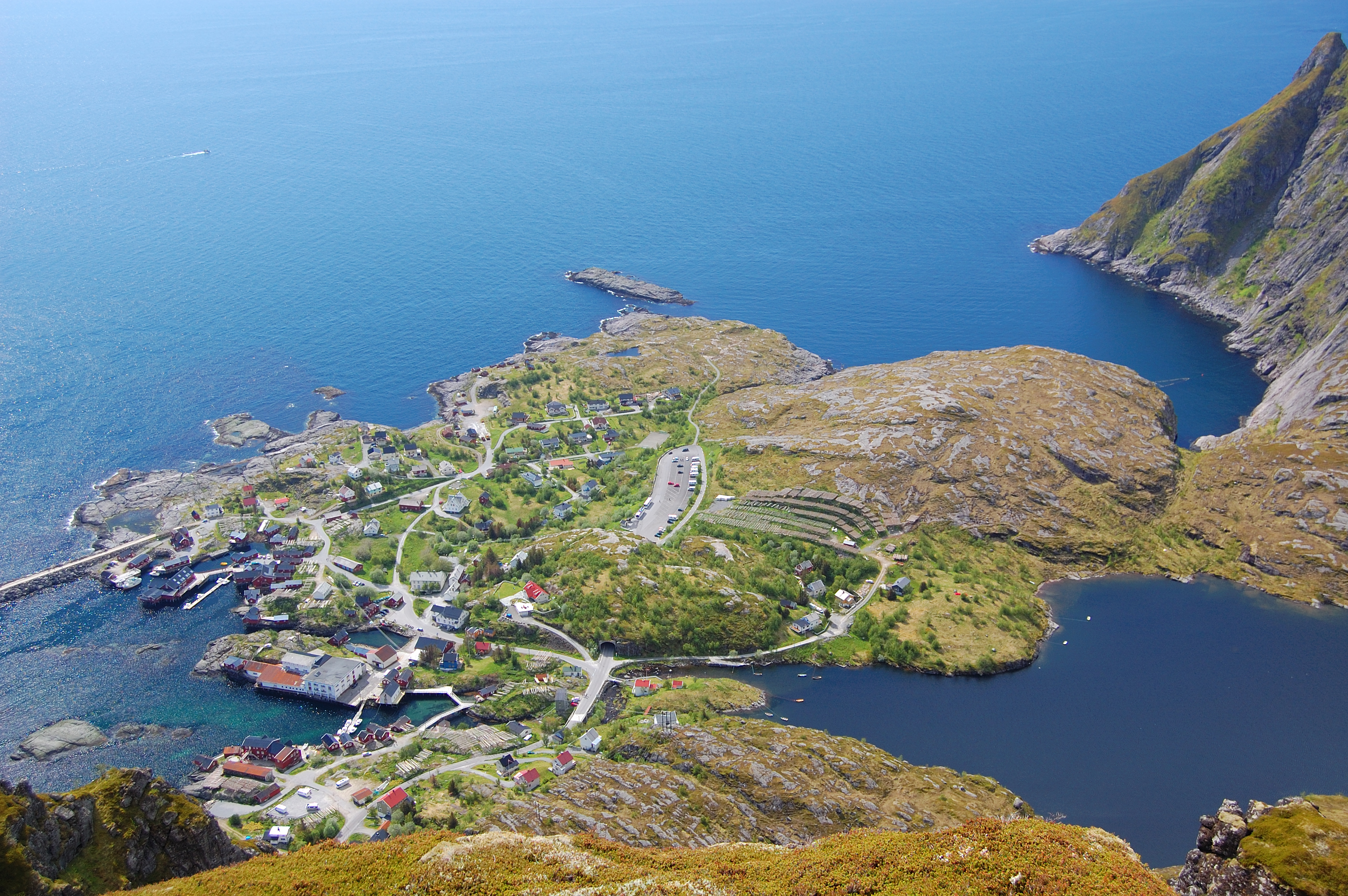
Pueblo de Å.

- Datos: Q1420953
- Multimedia: Moskenesøy / Q1420953